# Oromiffa jezik
Oromiffa jezik (ISO 639-3: gaz; afan oromo, “galla”, oromiffa, oromoo, zapadni centralni oromo), istočnokušitski jezik podskupine oromo, kojim govori blizu 9 000 000 ljudi na području Etiopije, i nešto u Egiptu. 
Ima nekoliko dijalekata: mecha (maccha, wellaga, wallaga, wollega), raya, wello (wollo) i tulema (tulama, shoa, shewa).

## Vanjske poveznice
- Ethnologue (14th)
- Ethnologue (15th)